# Discorso in parabole

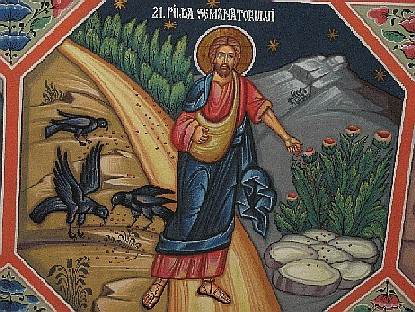
La parabola del seminatore in un'icona ortodossa, Cluj, Romania.

Il cosiddetto discorso in parabole è un sermone rivolto da Gesù ai suoi discepoli riportato nel Vangelo secondo Matteo (Mt 13,1-52).

## Inquadramento
È uno dei cinque grandi discorsi nell'ambito dei quali l'evangelista Matteo inquadra la predicazione di Gesù, alludendo al Pentateuco, i cinque primi libri della Bibbia, ritenuti centrali nell'ebraismo. Gli altri quattro sono: il Discorso della Montagna (5-7), il Discorso missionario o apostolico (9,35-11,1), il discorso sulla Chiesa o comunitario (18,1-35) e il discorso escatologico o degli ultimi tempi (24,1-25,46).

## Struttura del discorso in parabole

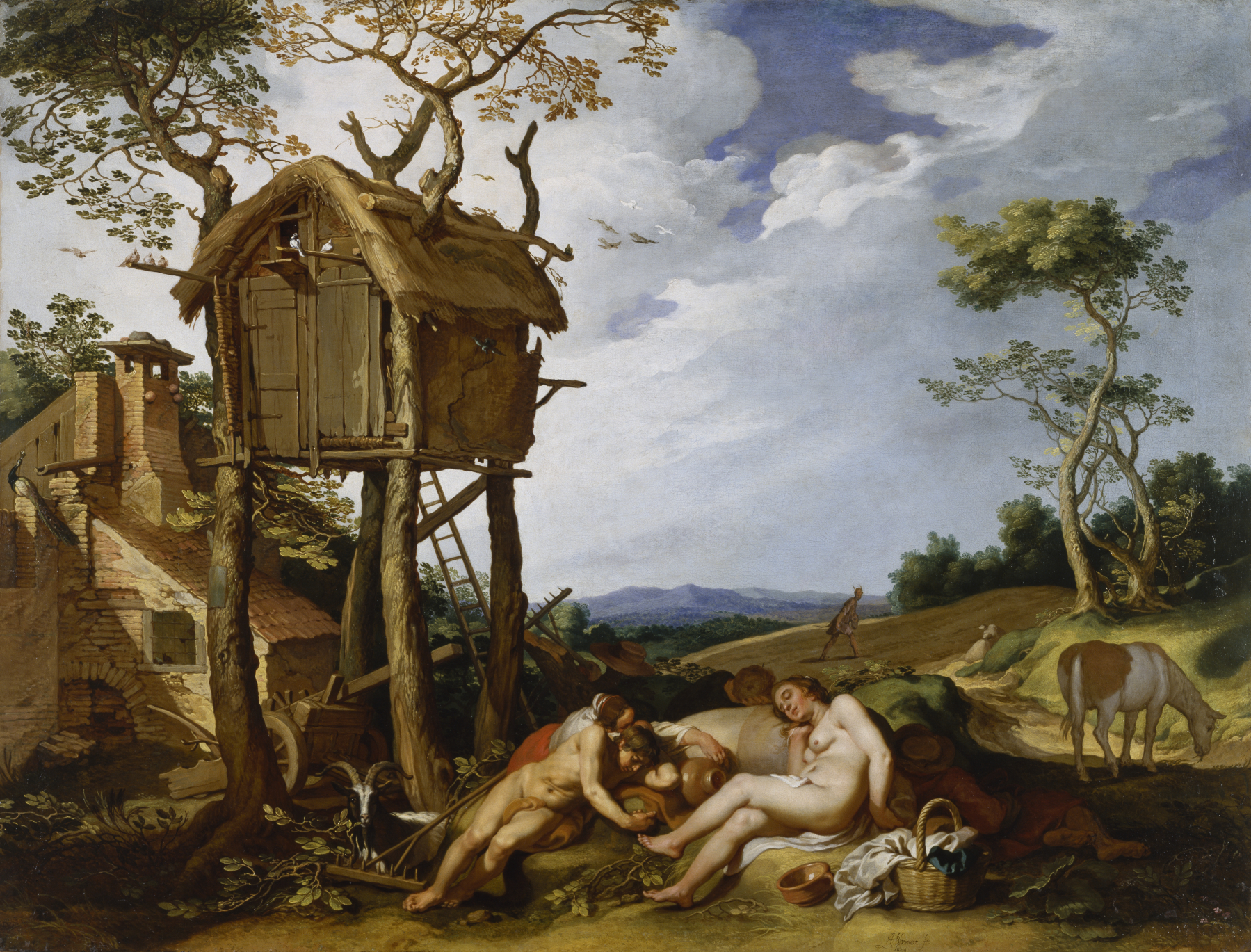
Abraham Bloemaert - Parabola della zizzania

Il discorso è centrato in sette parabole e una similitudine conclusiva:
1. La parabola fondamentale, il seminatore (vv.1-9)
2. Una parabola del discernimento, la zizzania (vv.24-30) 
3. Due parabole dedicate alla crescita nascosta: il granello di senape e il lievito (vv.31-33) 
4. Due parabole sul ritrovamento: il tesoro e la perla (vv.44-46) 
5. Una parabola del discernimento: la rete (vv.47-50) 
6. Conclusione con similitudine dello scriba (vv.51-52) 
In esso si ritrova una distinzione abbastanza chiara tra le folle (cui è rivolta principalmente la parabola del seminatore) e i discepoli (cui è rivolta la parabola della zizzania). Ciò ha condotto gli esegeti a strutturare il discorso in due parti:
Prima parte:
- Parabola per le folle (il seminatore, vv. 1-9)
- Perché la parabola (vv. 10-17)
- Spiegazione ai discepoli (vv. 18-23)

Seconda parte:
- Parabola per i discepoli (la zizzania, vv. 24-30)
- Perché la parabola (vv. 34-35)
- Spiegazione ai discepoli (vv. 36-43)

Tra la parabola della zizzania e la sua spiegazione, ci sono le due dedicate alla crescita nascosta (il granello di senape e il lievito, vv.31-33). Vi è infine la parte conclusiva del discorso con le ultime tre brevi parabole e la similitudine dello scriba (vv. 44-52).

## Contenuti

### Il seminatore

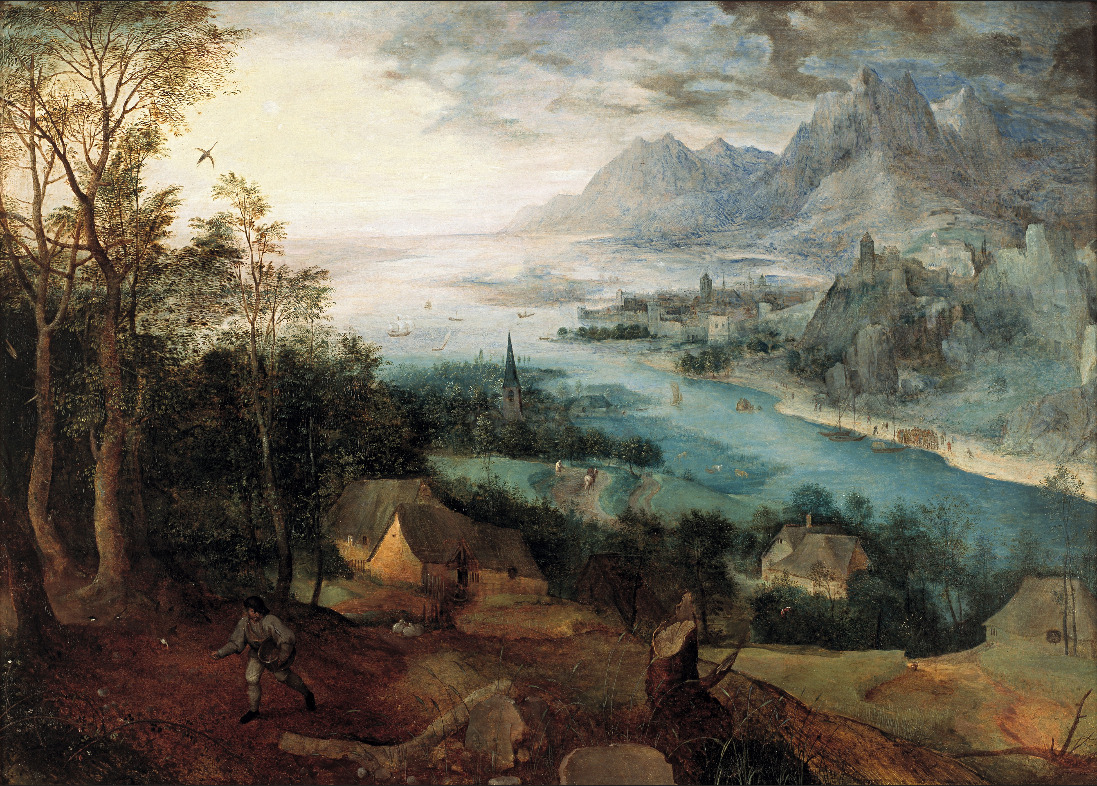
Pieter Bruegel il Vecchio, Paesaggio con la parabola del seminatore, 1557

La parola di Dio è paragonata ai chicchi di grano gettati dal seminatore.
La parabola è presente anche negli altri vangeli sinottici: in Marco 4,1-20 e in Luca 8,5-15, e nel Vangelo apocrifo di Tommaso, 9.

### La zizzania
Narra del buon seme la cui crescita è disturbata dalla zizzania. Il termine zizzania proviene dal greco zixánion e dal latino tardo (crist.) zizania e indica la pianta del loglio (Lolium temulentum).

### Il granello di senape

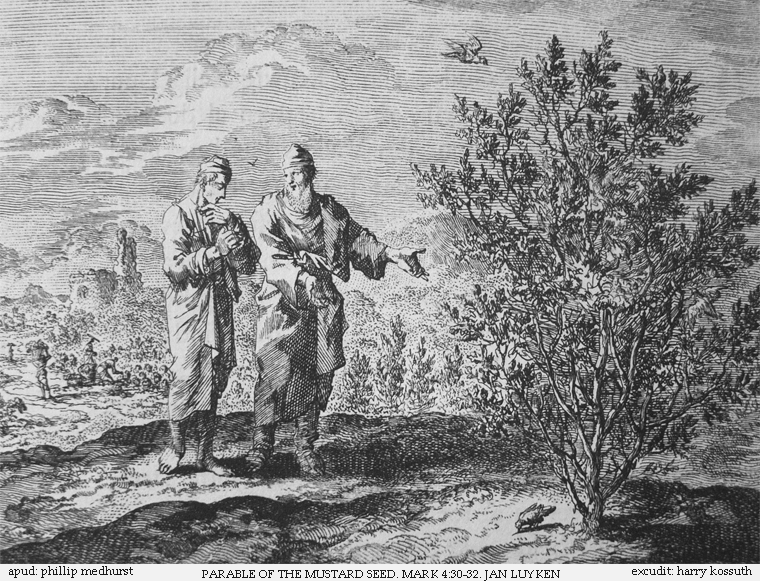
La parabola del granello di senape, acquaforte di Jan Luyken

La parabola mette a confronto il Regno dei Cieli con un grano di senape: questo, secondo la parabola, è il più piccolo tra tutti i semi e tuttavia, dopo che viene seminato, si trasforma in una pianta con rami tanto grandi che gli uccelli vi si possono posare.
La parabola è presente anche negli altri vangeli sinottici: in Marco 4,30-32 e in Luca 13,18-19. È presente anche nel Vangelo apocrifo di Tommaso 20,2-4.

### Il lievito

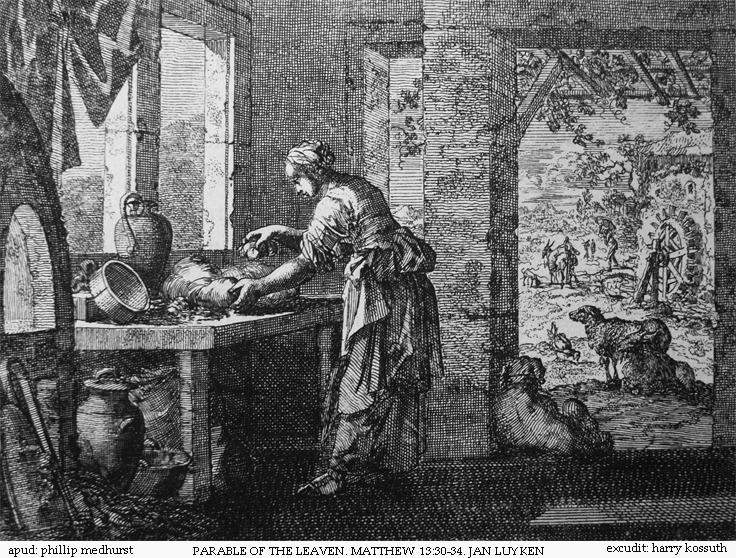
Incisione di Jan Luyken illustrante la parabola del lievito. Dalla Bowyer Bible.

La similitudine del lievito (o della fermentazione), utilizzato nella preparazione del pane, è usata da Gesù per raffigurare il Regno dei Cieli che sta per trasformare il mondo.
La parabola è presente anche in Luca 13,20-21e nel Vangelo apocrifo di Tommaso, 96.

### Il tesoro
La parabola è presente anche nel Vangelo apocrifo di Tommaso, detto 109.

### La perla

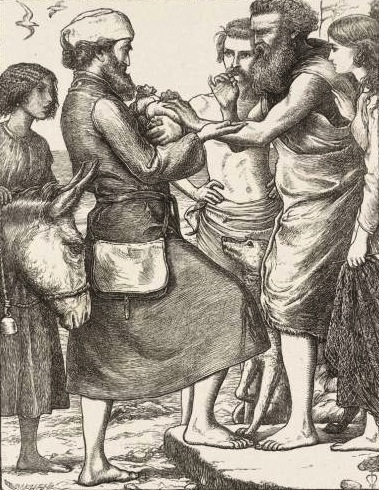
Illustrazione della parabola della perla preziosa, di John Everett Millais da Parables of our lord (1864)

La parabola è presente anche nel Vangelo apocrifo di Tommaso, detto 76.

### La rete
La parabola è presente anche nel Vangelo apocrifo di Tommaso, detto 8.